# 212-es busz (Budapest)
A budapesti 212-es jelzésű autóbusz a Boráros tér és a Normafa, látogatóközpont között közlekedik, így összeköti a Hegyvidéket a dél-pesti és a dél-budai régió autóbuszjárataival, továbbá a nagykörúti villamosokkal. A 212-es busszal megközelíthető a XI. és a XII. kerületi Polgármesteri Hivatal, a Fehérvári úti Vásárcsarnok, az Allee és az Ortopédiai Klinika is. Ez utóbbi miatt a viszonylaton fontos, hogy közlekedjenek akadálymentes járművek, ezért 2009. augusztus 21-ig a vonalon csak alacsony padlós Ikarus 412-esek közlekedtek, majd a 2009-es paraméterkönyv bevezetése után a BKV Ikarusai mellett megjelentek VT-Transman Kft. (ma ArrivaBus Kft.) által biztosított Alfa Localo típusú autóbuszai is. A mintegy 12 km hosszú viszonylatot a Budapesti Közlekedési Zrt. üzemelteti, a járműveket a Dél-pesti autóbuszgarázs, Kőbányai és a Kelenföldi autóbuszgarázs állítja ki.

## Története
2008. augusztus 21-én – a 2008-as paraméterkönyv értelmében – a 12-es buszok jelzése 212-esre változott, hogy megszüntessék az azonos viszonylatszámozást (a 12-es villamos száma nem változott). Útvonala meghosszabbodott az Apor Vilmos térig. A busz az Alkotás utcán továbbment a Csörsz utcáig, majd a XII. kerület központjában hurokútvonalon haladt. Menetrendje kis mértékben változott: bizonyos időszakokban a buszok sűrűbben jártak, mint korábban, az indulási időpontokat a Boráros téren a Csepeli HÉV-hez igazították.
2009. augusztus 22-én a 212-es buszok útvonalát meghosszabbították a Svábhegyi fogaskerekű-állomásig, és átvette a 90-es és a 90A jelzésű buszok szerepét is, a Királyhágó tér és a fogaskerekű-állomás között. Ugyanakkor a 90-es és 90A jelzésű buszok útvonala is módosult: az Orbánhegyi út helyett az Istenhegyi úton közlekednek, így pótolva a megszűnő 190-es buszt.
2010. február 8-án a vonalon kisebb módosítást végeztek: Boráros tér felé a Böszörményi út – Kiss János altábornagy utca – Nagy Jenő utca – Csörsz utca helyett a buszok a Böszörményi út – Jagelló út – Csörsz utca útvonalon haladnak. A módosítással a Tartsay Vilmos utca megállóhely megszűnt, a Kiss János altábornagy utca és a Sirály utca megállóhelyek pedig áthelyezésre kerültek. Május 1-jétől a 212-es buszok Svábhegy felé is a Böszörményi út – Királyhágó tér útvonalon járnak, így nem érintik az Apor Vilmos tér és a Margaréta utca megállóhelyeket. Ezzel a két módosítással a buszok a 2009-ben tervezett útvonalra kerültek.
2018. február 24-én és 25-én, illetve március 3-án és 4-én 9 és 17 óra között a Svábhegytől Normafáig meghosszabbított útvonalon közlekedett.
2018. június 16-ától hétvégén napközben a Normafáig meghosszabbított útvonalon közlekedik és a kerékpárszállítást is engedélyezik.
2020. december 5–6-i hétvégén a BAH-csomópont és a Normafa között 212N jelzésű betétjárata közlekedett a megnövekedett forgalom miatt.
2021. szeptember 4-én a normafai végállomást az Eötvös útra helyezték át, Normafa, látogatóközpont néven.
2022. augusztus 6-án Normafa térségének közösségi közlekedésének átalakítása kapcsán útvonala Normafáig hosszabbodott, korábbi útvonalán csúcsidőszakokban a 212A jelzésű betétjárat közlekedik. 2022. november 2-ától 212B kiegészítő járat is közlekedik a Boráros tér és Csillebérc, KFKI között.

## Útvonala
| Normafa, látogatóközpont felé |
| Boráros tér H vá. – Boráros tér – Petőfi híd – Irinyi József utca – Október huszonharmadika utca – Bocskai út – Karolina út – Villányi út – Budaörsi út – Alkotás utca – Győri út – Csörsz utca – Böszörményi út – Királyhágó tér – Orbánhegyi út – Szent Orbán tér – Istenhegyi út – Költő utca – Diana utca – Eötvös út – Normafa, látogatóközpont vá.                     |
| Boráros tér felé |
| Normafa, látogatóközpont vá. – Eötvös út – Hollós út – Mátyás király út – Költő utca – Istenhegyi út – Szent Orbán tér – Orbánhegyi út – Királyhágó tér – Böszörményi út – Jagelló út – Csörsz utca – Alkotás utca – Budaörsi út – Villányi út – Karolina út – Bocskai út – Október huszonharmadika utca – Irinyi József utca – Petőfi híd – Boráros tér – Boráros tér H vá. |

## Megállóhelyei
Az átszállás kapcsolatok között a 212A és 212B kiegészítő járatok nincsenek feltüntetve.
| 0  | Boráros tér H végállomás            | 33 | 2, 2B, 4, 6, 23 15, 54, 55, 223E, 224, 224E, 255E | Autóbusz-állomás, HÉV-állomás                                |
| 3  | Petőfi híd, budai hídfő             | 31 | 4, 6 107, 153, 154 1172, 1173, 1174, 1175, 1176, 1177, 1183, 1184, 1185, 1188, 1189, 1190, 1193, 1194, 1201, 1205, 1212, 1215, 1216, 1229, 1251, 1253, 1254, 1257, 1268                                    | BME, ELTE Társadalomtudományi Kar                            |
| 4  | Budafoki út / Szerémi sor           | 29 | 4 33, 107, 133E, 153, 154 |                                                              |
| 6  | Újbuda-központ M                    | 28 | 4, 17, 41, 47, 48, 56 33, 53, 58, 150, 150B, 153, 154 1172, 1173, 1174, 1175, 1176, 1177, 1183, 1184, 1185, 1188, 1189, 1190, 1193, 1194, 1201, 1205, 1212, 1215, 1216, 1229, 1251, 1253, 1254, 1257, 1268 | Metróállomás, Fehérvári úti vásárcsarnok                     |
| 8  | Kosztolányi Dezső tér               | 26 | 19, 49 7, 53, 58, 114, 150, 150B, 153, 154, 213, 214, 240 |                                                              |
| 9  | Vincellér utca                      | 24 | 53, 150, 150B, 154 | XI. kerületi Önkormányzat, Okmányiroda                       |
| 11 | Diószegi út (Vérellátó Szolgálat)   | 23 | | Országos Vérellátó Szolgálat, XI. kerületi Rendőrkapitányság |
| 13 | Alsóhegy utca                       | 22 | 17, 61 |                                                              |
| 14 | Budaörsi út / Villányi út           | 21 | 17, 61 240 |                                                              |
| 15 | BAH-csomópont                       | 19 | 17, 61 8E, 108E, 110, 112, 139, 140, 140A | Budapest Kongresszusi Központ, Novotel Budapest City         |
| 17 | Csörsz utca                         | 17 | 17, 61 139, 140, 140A | MOM Park                                                     |
| 18 | MOM Kulturális Központ              | 16 | |                                                              |
| 20 | Kiss János altábornagy utca         | 14 | 59, 59A, 59B 102, 105 | XII. kerületi Önkormányzat, Okmányiroda                      |
| 22 | Királyhágó tér                      | ∫  | 59, 59A, 59B 102, 105, 210, 210B |                                                              |
| 23 | Királyhágó tér                      | 13 | 59, 59A, 59B 102, 105, 210, 210B |                                                              |
| 24 | Galántai utca                       | 11 | 210, 210B |                                                              |
| 25 | Szent Orbán tér                     | 10 | 21, 21A, 102, 112, 210, 210B, 221 |                                                              |
| 26 | Pethényi út                         | 9  | 21, 21A, 210, 210B, 221 |                                                              |
| 27 | Nógrádi utca                        | 8  | 21, 21A, 210, 210B, 221 |                                                              |
| 28 | Óra út                              | 7  | 21, 21A, 210, 210B, 221 |                                                              |
| 29 | Istenhegyi lejtő                    | 6  | 21, 21A, 210, 210B, 221 |                                                              |
| 30 | Adonis utca                         | 5  | 60 21, 21A, 210, 210B, 221 |                                                              |
| 31 | Városkút                            | 4  | 60 21, 21A, 210, 210B, 221 |                                                              |
| 32 | Svábhegy                            | 3  | 60 21, 21A, 210, 210B, 221 |                                                              |
| 33 | Ordas út                            | 2  | 21, 210B, 221 |                                                              |
| 33 | Őzike köz                           | 1  | 21, 210B, 221 |                                                              |
| 34 | Fülemile út                         | 1  | 21, 210B, 221 |                                                              |
| 35 | Normafa, Gyermekvasút               | 0  | Gyermekvasút 21, 210B, 221 |                                                              |
| 36 | Normafa, látogatóközpont végállomás | 0  | 21, 210B, 221 |                                                              |